# ماركوس ميلنر
ماركوس ميلنر (بالإنجليزية: Marcus Milner)‏ (28 نوفمبر 1991 بكينغستون في جامايكا - ) هو لاعب كرة قدم جامايكي في مركز الوسط. لعب مع نادي ساوثيند يونايتد وبرينتوود تاون وCrawley Down Gatwick F.C. ‏ وMaldon & Tiptree F.C. ‏ وWare F.C. ‏ ووينجيت آند فينشلي.

## وصلات خارجية
- ماركوس ميلنر على موقع قاعدة بيانات كرة القدم.إي يو (الإنجليزية)
- ماركوس ميلنر على موقع Soccerbase.com (لاعب) (الإنجليزية)
- ماركوس ميلنر على موقع Soccerway.com (الإنجليزية)